# スーパーJタッグ
SUPER J TAG（スーパー・ジェー・タッグ）は、新日本プロレスが主催していたジュニアヘビー級選手によるタッグトーナメント戦及びタッグリーグ戦。

## SUPER J TAG TOURNAMENT
2010年4月21日、田口隆祐&プリンス・デヴィット組が保持しているIWGPジュニアタッグ王座を返上して優勝者が第25代IWGPジュニアタッグ王者に認定される。
日程
- 2010年5月8日（1回戦、準決勝、決勝）

会場
- JCBホール

出場タッグチーム
- 金本浩二（新日本プロレス）&エル・サムライ（フリー） ※優勝（第25代IWGPジュニアタッグ王者）
- 田口隆祐（新日本プロレス）&プリンス・デヴィット（新日本プロレス） ※準優勝
- 獣神サンダー・ライガー（新日本プロレス）&吉橋伸雄（新日本プロレス）
- KUSHIDA（SMASH）&外道（新日本プロレス）
- フジタ"Jr"ハヤト（みちのくプロレス）&野橋太郎（みちのくプロレス）
- 飯伏幸太（DDTプロレスリング）&オースティン・クリード（フリー）
- タマ・トンガ（新日本プロレス）&デイビー・リチャーズ（ROH）
- バリエンテ（CMLL）&マスカラ・ドラダ（CMLL）

## J SPORTS CROWN〜SUPER J TAG LEAGUE〜
J SPORTS CROWNの一環として開催された。
日程
- 2010年11月9日 - 11月13日（5大会）

会場
- ディファ有明

出場タッグチーム
- Aブロック
  - デイビー・リチャーズ（ROH）&ロッキー・ロメロ（フリー） ※準優勝
  - 獣神サンダー・ライガー（新日本プロレス）&エル・サムライ（フリー）
  - 田口隆祐（新日本プロレス）&プリンス・デヴィット（新日本プロレス）
  - NOSAWA論外（東京愚連隊）&FUJITA（東京愚連隊）
  - ラ・ソンブラ（CMLL）&マスカラ・ドラダ（CMLL）
- Bブロック
  - 邪道（新日本プロレス）&外道（新日本プロレス） ※優勝
  - 金本浩二（新日本プロレス）&タイガーマスク（4代目）（新日本プロレス）
  - フジタ"Jr"ハヤト（みちのくプロレス）&野橋太郎（みちのくプロレス）
  - 望月成晃（DRAGONGATE）&スペル・シーサー（DRAGONGATE）
  - AKIRA（フリー）&KUSHIDA（SMASH）